# Rusalii

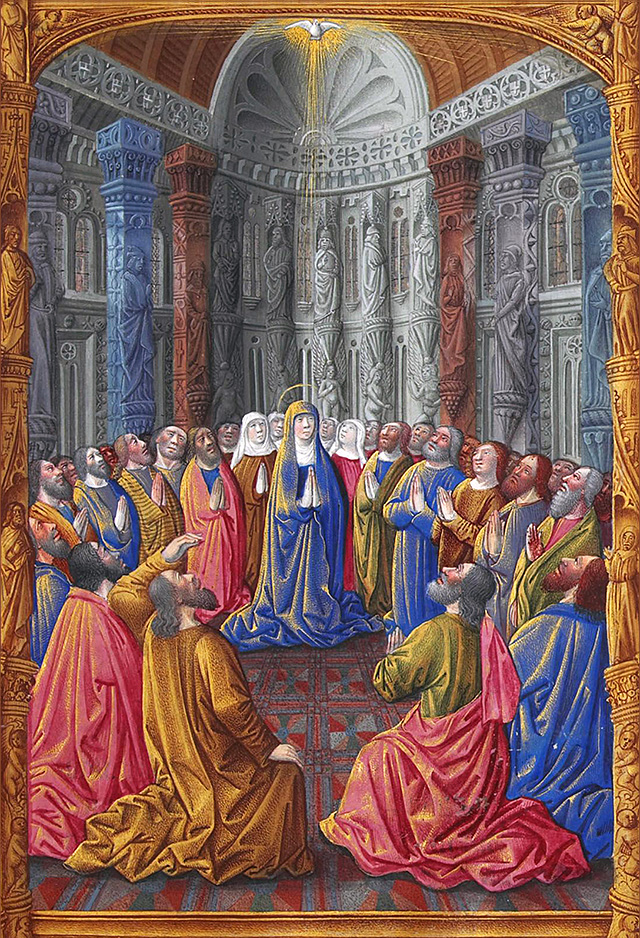
Coborârea Sfântului Duh - manuscris din secolul XV.

Rusaliile (din latina vulgară - în dialectul napoletan se folosește denumirea de "Pasca rusata" - Paștile trandafirilor, iar în aromână "Arusaľi" ), sunt cunoscute ca sărbătoare religioasă a Pogorârii Sfântului Duh / Coborârea Spiritului Sfânt. Rusaliile, praznic creștin celebrat în a cincizecea zi de după Sărbătoarea Paștilor, cade întotdeauna într-o zi de duminică. De Rusalii este sărbătorită "Coborârea Duhului Sfânt / Spiritului Sfânt" asupra ucenicilor lui Iisus din Nazaret și a Sfintei Fecioare Maria, Maica Domnului, adunați în cenacol. Potrivit scrierilor din Noul Testament - Faptele Apostolilor 2, 1-11) acest eveniment a avut loc în ziua sărbătorii evreiești (Șavuot), la 50 de zile de la învierea lui Iisus din Nazaret. De aceea sărbătoarea creștină mai poartă denumirea de Cinzecime (în latină Pentecostes, în franceză La Pentecôte, în germană Pfingsten, în maghiară Pünkösd etc., termen ce provine din greaca veche - πεντηκοστὴ ἡμέρα / pentêkostề hêméra, «a cincizecea zi»).

## Semnificație
În Vechiul Testament Rusaliile erau o sărbătoare agricolă de bucurie a evreilor, în care se ofereau ofrande din roadele pământului (Ex 23, 16; Num 28, 26; Lv 23, 16). De fapt era numită  „Sărbătoarea săptămânilor” Șavuot (Ex 34, 22; Lv 23, 15). Mai târziu, ajunge ca o aniversare a Legământului, ce fusese încheiat la 50 de zile de la ieșirea poporului evreu (exodul) din Egipt (Ex 19, 1-16).
Rusaliile creștine au legătură cu acest Legământ, ca fiind o sărbătoare a încheierii lăuntrice a Noului Legământ al harului și iubirii, prin coborârea Duhului Sfânt. Rusaliile reprezintă și consacrarea solemnă a întemeierii Bisericii lui  Iisus Hristos / Isus Christos. Duhul Sfânt nu este dăruit numai Bisericii în ansamblu, ci și fiecărui creștin în parte, cu darurile sale (cf. Gal 5, 22). Minunea Rusaliilor de la Ierusalim se continuă în Biserică, aducând rod în taina Sfântului Mir. De aceea, Rusaliile sunt și o sărbătoare de mulțumire pentru harul Mirului.
Semnificația Rusaliilor creștine mai poate cuprinde următoarele aspecte:
- revărsarea eshatologică a Duhului Sfânt (cf. Ioel 3, 1-5, citat de Petru în cuvântarea sa din Fapte 2)
- încununarea Învierii lui  Iisus Hristos, prin revărsarea Duhului asupra apostolilor și Maicii Domnului
- adunarea comunității mesianice, potrivit profețiilor
- deschiderea Bisericii către toate popoarele
- începutul misiunii creștine

## Denumire
Cuvântul românesc "Rusalii" derivă din latinescul Rosalia (Rozalia), derivat din termenul grecesc ρουσάλια și regăsit și în cel slavon de Rusalija. 
"Cincizecime" este un calcul după gr. πεντηκοστή, "(ziua) a cincizecea", denumire ce arată că sărbătoarea are loc la 50 de zile după Sfintele Paști (Învierea Domnului).
Peste această sărbătoare s-a suprapus sărbătoarea Coborârii Duhului / Spiritului Sfânt. Denumirea și sărbătoarea Rusaliilor a fost împrumutată și de către romanii antici. Când Imperiul Roman a devenit creștin în marea lui majoritate, această sărbătoare, împreună cu multe altele ce au fost creștinate (în sensul că au primit o semnificație creștină, suprapusă vechii sărbători), în timp și-a pierudut semnificația și motivele inițiale păgâne, fiind date astfel uitării.

## Istoricul sărbătorii
Apostolul Pavel acorda o anumită importanță acestui moment al Cincizecimii, ca sărbătoare (cf. Fapte 20, 16). Pentru comunitățile creștine care aveau vii înaintea ochilor roadele și mărturiile acestei zile de întemeiere a Bisericii, împreună cu minunile Duhului Sfânt, sărbătorirea anuală a coborârii Duhului Sfânt era un fapt de la sine înțeles.
Potrivit informațiilor din Peregrinatio Etheriae, spre sfârșitul secolului al IV-lea, la Ierusalim, sărbătoarea începea cu o celebrare nocturnă. Dimineața, prima slujbă se ținea pe vechiul munte Golgota, iar a doua pe Sion, locul coborârii Duhului Sfânt. După-amiaza, pe Muntele Măslinilor se ținea o celebrare în amintirea Înălțării Mântuitorului.
La Roma, Rusaliile au devenit, pe lângă Paști, a doua sărbătoare rezervată botezurilor catehumenilor. De aceea, vigilia și săptămâna Rusaliilor au fost rânduite asemănător vigiliei și săptămânii Paștelui. Deja în vremea Papei Leon cel Mare (440-461), în săptămâna după Rusalii urmau trei zile de post din ciclul Quattuor tempora. În secolul al XI-lea, s-a introdus, în Biserica Romei, Octava Rusaliilor; în 1969, prin revizuirea anului liturgic roman, s-a înlăturat această octavă, pentru a se reveni la structura în care Rusaliile încheie ciclul pascal.

## Varia

### Întemeierea Bisericii Creștine
„Binecuvântat ești Hristoase, Dumnezeul nostru, Cela ce prea înțelept pe pescari ai arătat, trimițându-le lor Duhul Sfânt; și printr-înșii lumea ai vânat, iubitorule de oameni, mărire Ție!”: așa glăsuiește troparul acestui mare praznic al Bisericii Răsăriteane. Conform rânduielilor creștin-orientale, acest important eveniment al Rusaliilor reprezintă ziua de naștere a Bisericii Creștine, întrucât în această zi a luat ființă în chip văzut această instituție divino-umană, întemeiată în chip nevăzut, odată cu jertfa Mântuitorului pe cruce.

### Apostolii au grăit în limbile neamurilor
Duminica Rusaliilor mai este numită și „Duminica Cincizecimii”, întrucât Coborârea Duhului / Spiritului Sfânt peste Sfinții Apostoli, în Ierusalim, a avut loc în cea de-a cincizecea zi de la Învierea Domnului. Sfântul Evanghelist Luca, în „Faptele Apostolilor” (cap. 2), istorisește momentul în care Duhul Sfânt, sub chipul unor limbi de foc, a umplut de darurile sale pe apostolii adunați în cenacol, pentru început aceștia căpătând marea putere de a grăi în limbi străine, necunoscute de ei până atunci. Spre mirarea multor oameni aflați în Ierusalim, cei doisprezece discipoli ai lui Iisus din Nazarret au început să facă cunoscută învățătura Mântuitorului către neamuri, în diferite limbi, deși acești ucenici erau știuți de mulți dintre cei prezenți ca fiind evrei simpli, în nici un caz preocupați de învățătura altor limbi.

### Începerea propovăduirii
Trimiterea Duhului Sfânt peste ucenicii Săi o vestise mai demult Mântuitorul: „Dar Mângâietorul, Duhul Sfânt, pe care Tatăl Îl va trimite întru numele Meu, Acela vă va învăța toate și vă va aduce aminte de toate cele ce v-am spus Eu” (Ioan 14.26). Într-adevăr, când Duhul Sfânt s-a coborât peste Apostoli, aceștia au devenit „preaînțelepți”, fiind umpluți „de lumina, râvna și toate harurile dumnezeiești. Abia după acest moment, ucenicii Domnului au ieșit în toată lumea, săvârșind minuni, întorcând pe păgâni de la închinarea idolilor la credința creștină, aducând, de la oameni simpli la împărați, pe mulți la învățătura lui Iisus din Nazaret. Începutul are loc chiar în această zi a Coborârii Duhului / Spiritului Sfânt când, în urma predicii Sfântului Apostol Petru, „ca la trei mii de suflete” au crezut în Hristos, alcătuind prima comunitate a celor care credeau în Domnul cel înviat.

## Sărbătoare legală în România

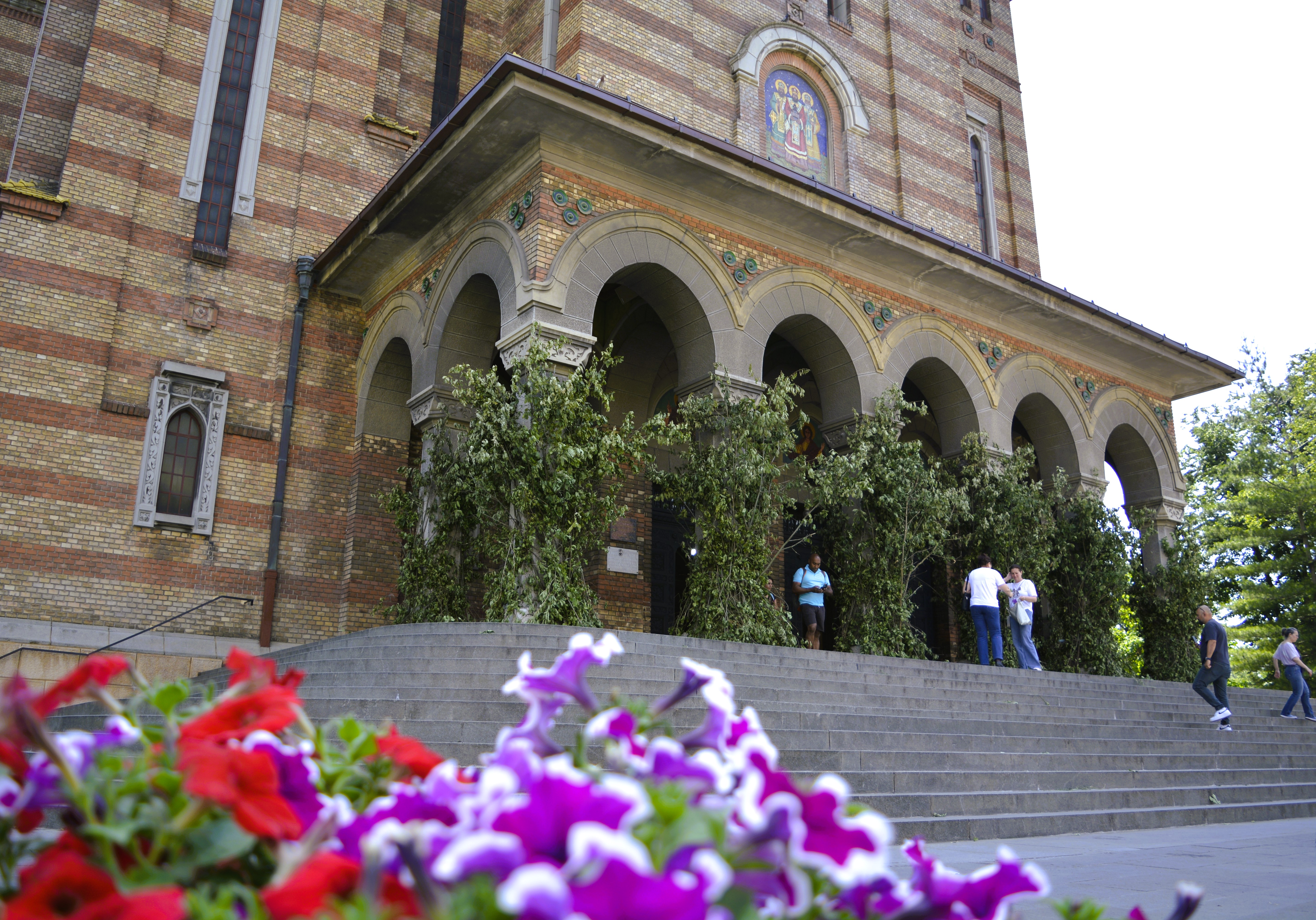
Catedrala Mitropolitană din Timișoara, îmbodobită cu crengi de stejar, cu ocazia Rusaliilor, 2025

Începând cu anul 2008, prima și a doua zi de Rusalii (sărbătoarea Sfintei Treimi) au fost declarate ca sărbătoare legală, ziua de luni devenind astfel, zi liberă. (cf. Legea nr. 202/2008 - MO 728 din 28.10.2008[nefuncțională]
)

## Sărbătoare legală în alte țări
Lunea Rusaliilor este zi nelucrătoare în România, Austria, Belgia, Cipru, Danemarca, Estonia, Franța, Germania, Grecia, Islanda, Luxemburg, Țările de Jos (Olanda), în unele cantoane din Elveția, Madagascar, Norvegia, Senegal, Ungaria, Togo. În Suedia nu mai este zi nelucrătoare din 2006, an în care la 6 iunie (sărbătoare națională suedeză) a devenit zi nelucrătoare.
În schimb, nu  este zi nelucrătoare în țări precum Italia, Brazilia, Irlanda, Spania, Canada, Portugalia, Polonia, Camerun și nici în Bulgaria și Rusia, țări cu tradiție ortodoxă.

## Pelerinaje
- Șumuleu Ciuc[3]

## Biserici și catedrale din România având hramul Coborârea Duhului Sfânt / Coborârea Spiritului Sfânt

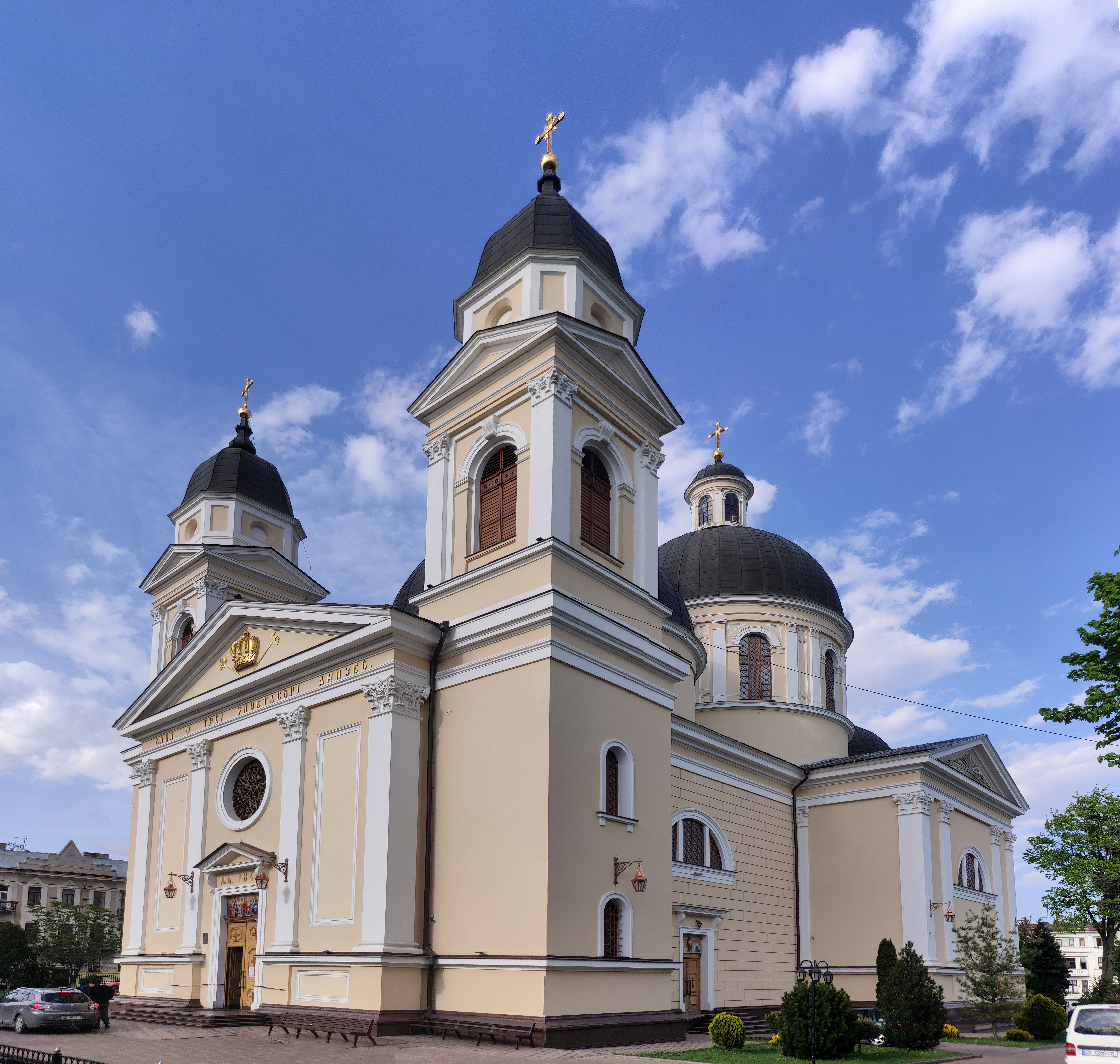
Catedrala Pogorârea Sfântului Duh din Cernăuți, construită între 1844-1864.

- Catedrala Pogorârea Sfântului Duh din Rădăuți
- Bazilica Sfânta Maria din Șumuleu Ciuc
- Biserica de lemn din Lunca Mureșului
- Catedrala Coborârea Spiritului Sfânt din Lugoj
- Biserica Pogorârea Sfântului Duh din Parcul Alexandru Ioan Cuza (fost parcul I.O.R.) din București
- Biserica de lemn din Târgu Frumos
- Biserica de lemn din Dângău Mic
- Biserica de lemn din Frata
- Biserica de lemn din Căzănești, județul Hunedoara
- Biserica Pogorârea Sfântului Duh, din Julița, comuna Vărădia de Mureș, județul Arad
- Biserica de lemn din Dușești „Pogorârea Sfântului Duh”
- Biserica Pogorârea Sfântului Duh, din Vicovu de Jos, județul Suceava
- Biserica Spiritul Sfânt din Oradea

## Galerie

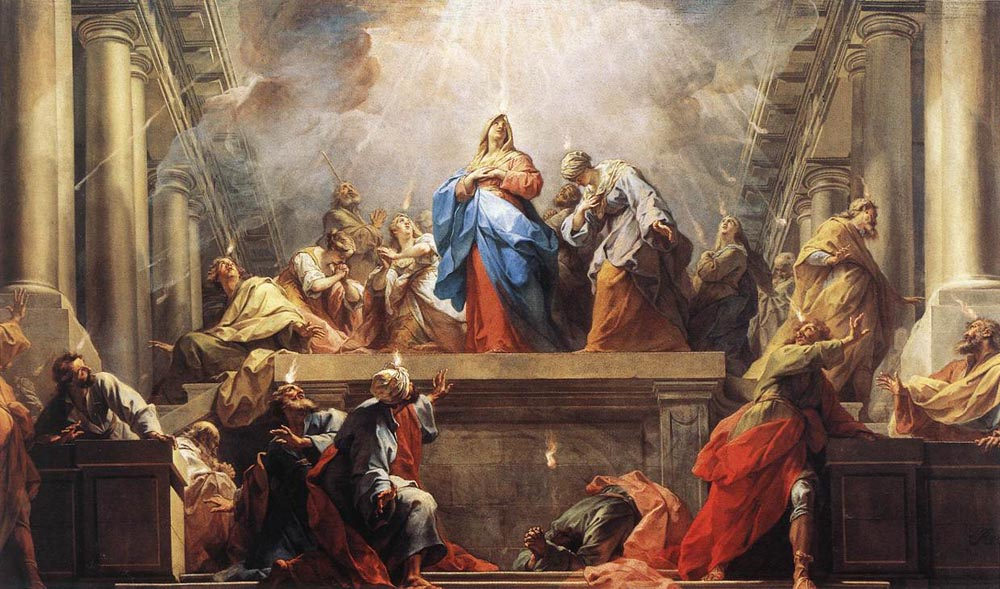
O descriere occidentală a Cincizecimii, pictată de Jean II Restout, 1732.
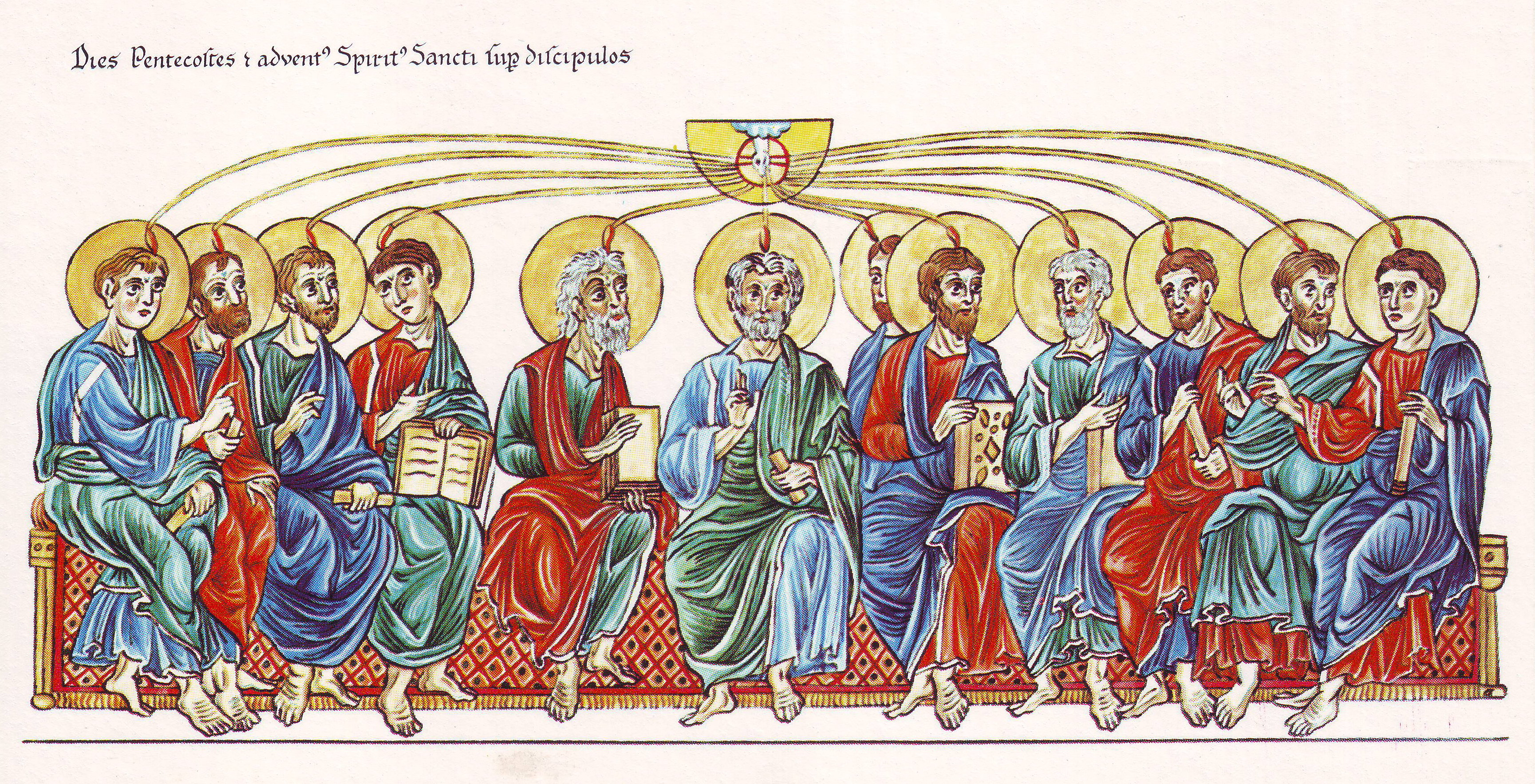
Imagine medievală occidentală a Cincizecimii de la deliciul Hortus de Herrad din Landsberg (secolul al XII-lea)